# Zaragoza Club Deportivo
El Real Zaragoza Club Deportivo, denominado así hasta la instauración de la República en 1931, y de ahí en adelante simplemente Zaragoza Club Deportivo, fue un club de fútbol español de la ciudad de Zaragoza en Aragón. Fundado en 1925, tras la fusión entre la Real Sociedad Atlética Stadium y el Zaragoza Foot-Ball Club (f. 1921). El club jugaba sus partidos en el Campo de la Torre de Bruil.
En 1932 los dirigentes del Iberia Sport Club y del Zaragoza Club Deportivo acordaron extinguirse para formar el Zaragoza Foot-ball Club, actual Real Zaragoza.

## Historia

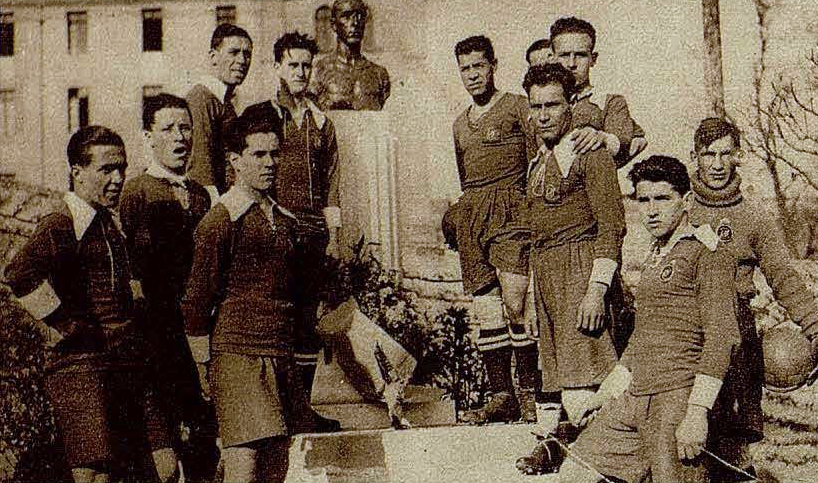
Los jugadores del Real Zaragoza rinden homenaje al busto de Pichichi en 1927, en la tradicional ofrenda floral al malogrado futbolista.

El Real Zaragoza Club Deportivo nace fruto de la fusión entre el Zaragoza Foot-Ball Club (1921) y la Real Sociedad Atlética Stadium, adoptando el reconocimiento de Real otorgado al Stadium, y su indumentaria tradicional de camisa roja. Continúan así siendo conocidos los jugadores del Real Zaragoza C. D. como "los tomates", mote también en herencia por el Stadium. Este Zaragoza jugaba en el Campo de la Torre de Bruil, también conocido como Campo de la calle Asalto, por estar situado en el número 13 de ésta, o también mencionado como Conde Asalto.
Tras ser finalista en dos ocasiones del Campeonato Regional de Aragón en 1926 y 1927, disputaría la Copa del Rey gracias a su puesto como subcampeón de Aragón, que daría acceso a la copa nacional en estas dos ediciones, quedando eliminado en la fase de grupos en ambas, tanto en 1926 como en 1927. En la primera edición estaría encuadrado en el Grupo II junto al F. C. Barcelona, que luego sería campeón de la competición, y el Levante U. D. al que le endosaría un 5 a 1 en el Campo de Torrero, terreno de juego de su eterno rival, el Iberia S. C.. En su segunda temporada en Copa también sería partícipe del grupo del posterior campeón, el Real Unión Club de Irún junto a un también fuerte Athletic Club, que no darían tregua derrotando al Zaragoza en todos sus enfrentamientos.
En la primera temporada de la historia de la Segunda División de España (1928-29) sería inscrito en el Grupo B, grupo transitorio de la categoría (extinguiéndose éste para la siguiente temporada) en la que sólo los dos primeros clasificados permanecerían en Segunda División y los ocho restantes descenderían directamente a Tercera. El Real Zaragoza quedaría en quinta posición, no superando este corte. Así pues competiría en la Tercera División de España para la temporada 1929-30 (la primera edición de la Tercera División), de la cual sin embargo se retira debido a los problemas económicos en los que el club se encontraba ya inmerso. Durante la campaña 30-31 lograría un cuarto puesto en la clasificación del Grupo II de la Tercera División, que también encuadraría al C. D. Patria Aragón zaragozano junto a equipos navarros, vascos y riojanos. A mitad de tabla y bien lejos del campeón de su grupo el Baracaldo F. C., que ascendería a Segunda, el Zaragoza C. D. finalizaría así su andadura en las competiciones nacionales. 
Disputaría en principio la temporada 1931-32 en Regional, con el nombre de Zaragoza C. D. tras la proclamación de la Segunda República Española. Se dice que una deuda de mil pesetas contraída con el Club Atlético Osasuna acabaría con el club, aunque lo cierto es que el Zaragoza estaría ya muy endeudado y con numerosos acreedores. Es apartado de la competición por impago y después dado de baja en la Real Federación Española de Fútbol el día 2 de diciembre de 1931. Finalmente tras varias reuniones entre los directivos del mismo club y los del Iberia S. C., que también se encontraba en mala situación y lastrado a Tercera, deciden dar el paso de crear una sola institución fuerte en la capital para así nacer el 18 de marzo de 1932 el actual Real Zaragoza, que nace con el nombre de Zaragoza Foot-ball Club.

## Uniforme
Los jugadores del Zaragoza Club Deportivo vestían con el siguiente uniforme, que consistía en camisa roja con puños y cuello en blanco, pantaloneta roja y calzas azules con ribetes blancos. De esta indumentaria viene el nombre por el que fueron conocidos, como "los tomates".

## Jugadores
Entre sus jugadores más ilustres destacaría el meta borjano Juan José Nogués que dejó el club en 1930 para ser fichado por el F. C. Barcelona, en el que sería el cancerbero titular durante siete de sus nueve temporadas en el club culé, jugando también en la Selección Española de Fútbol, y proclamándose campeón de la Copa del Generalísimo de fútbol 1942.

## Datos del club

### Denominaciones
Durante su historia, la entidad vio cómo su denominación varió por circunstancias políticas. El club se fundó con el nombre de Real Zaragoza Club Deportivo en 1925, tras la fusión de los clubes originarios, Real Sociedad Atlética Stadium y Zaragoza Foot-Ball Club, por lo que adoptó la corona real y el título en su denominación. Así se mantuvo hasta que en 1931 fue proclamada la Segunda República Española, debido a la cual perdió sus alusiones monárquicas. Esta situación perduró más allá de la desaparición del club en 1932, por lo que su primigenia y fundacional denominación no fue recuperada. Hubo que esperar ya a 1951, tiempo después del término de la Guerra Civil y la instauración del Estado Español, en el cual fueron restauradas las alusiones monárquicas. Quien recogió el testigo histórico fue el Real Zaragoza, surgido del acuerdo en 1932 del Zaragoza Club Deportivo y el Iberia Sport Club de conformar un único club que representase a la región.
A continuación se listan las distintas denominaciones de las que ha dispuesto el club durante su historia:
- Real Zaragoza Club Deportivo: (1925-1931) Regularización del club, adoptando la «realeza» de la primigenia Real Sociedad Atlética Stadium al fusionarse con el Zaragoza Foot-Ball Club.
- Zaragoza Club Deportivo: (1931-1932) Se proclama la Segunda República Española por lo que todo símbolo o alusión monárquica es eliminada, la cual perduró hasta su desaparición.

### Trayectoria
Nota: Se muestran sólo las temporadas de competición de Liga desde su instauración por la RFEF. De 1928 a 1940, el sistema de competición de Liga en España era similar al actual brasileño, dos sistemas piramidales simultáneos e independientes: la pirámide nacional, y la pirámide regional.
* En la temporada 1929-30 no finalizaría la competición retirándose de la Tercera División.
- Temporadas en Segunda División: 1.
- Temporadas en Tercera División: 1.
- Participaciones en la Copa del Rey: 2.
- Debut en Segunda División: 1928-29.
- Debut en la Copa del Rey: 1926.
- Mejor puesto en liga (en Segunda División): 5º (temporada 1928-29).
- Peor puesto en liga (en Segunda División): 5º  (temporada 1928-29).
- Mejor puesto en copa (Copa del Rey): Fase de grupos (1926).
- Peor puesto en copa (Copa del Rey): Fase de grupos (1927).

## Palmarés

### Torneos regionales
- Subcampeón del Campeonato Regional de Aragón (2): 1926 y 1927.